# Puta (Azerbaiyán)
Puta (o  Stáraya Puta) es una localidad y municipio en Bakú, Azerbaiyán, perteneciente al raión o distrito de Qaradağ. Tiene una población de 1253 habitantes.